# Access:d
Access:d é o terceiro álbum gravado ao vivo pela banda Delirious?, lançado a 30 de Novembro de 2002.
| Críticas profissionais                                                      | Críticas profissionais |
| Avaliações da crítica                                                       | Avaliações da crítica  |
| Fonte                                                                       | Avaliação              |
| --------------------------------------------------------------------------- | ---------------------- |
| Jesus Freak Hideout                                                         | [ 1 ]                  |
| The Phantom Tollbooth                                                       | [ 2 ]                  |
| Esta tabela precisa de ser acompanhada por texto em prosa. Consulte o guia. |                        |

## Faixas
Todas as faixas por Martin Smith e Stuart Garrard, exceto onde anotado.

### Disco 1
1. "Access:d (Part 1 — Touch)" – 1:44
2. "Deeper" – 4:19
3. "God's Romance" (Smith) – 5:54
4. "My Glorious" – 6:22
5. "Access:d (Part 2 — Blindfold)" (Smith) – 4:00
6. "Love Is The Compass" – 3:52
7. "Touch" – 5:03
8. "Access:d (Part 3 — Rain Down)" – 4:21
9. "Follow" – 4:35
10. "The Happy Song" (Smith) – 3:37
11. "Heaven" – 4:55
12. "History Maker" (Smith) – 8:40

### Disco 2
1. "Bliss" – 4:33
2. "Show Me Heaven" – 3:15
3. "Sanctify" – 4:43
4. "I Could Sing Of Your Love Forever" (Smith) – 4:27
5. "Take Me Away" – 3:37
6. "Fire" – 3:56
7. "Everything" – 4:54
8. "King of Fools" – 3:23
9. "Jesus' Blood" (Smith) – 4:35
10. "Hang On To You" (Smith) – 5:50
11. "Access:d (Part 4 — If We'd Ask)" (Kevin Prosch) – 1:45
12. "Access:d (Part 5 — Dance In The River)" (Smith) – 3:05
13. "Access:d (Part 6 — Lord, You Have My Heart)" (Smith) – 2:27
14. "Investigate" – 8:12

## Créditos
- Stu Garrard - Guitarra acústica, guitarra elétrica, vocal
- Tim Jupp - Teclados
- Martin Smith - Guitarra, vocal
- Stewart Smith - Percussão, bateria
- Jon Thatcher - Baixo